# Euparatettix guangxiensis
Euparatettix guangxiensis är en insektsart som först beskrevs av Zheng, Z. 1994.  Euparatettix guangxiensis ingår i släktet Euparatettix och familjen torngräshoppor. Inga underarter finns listade i Catalogue of Life.